# Еллінзький човен
Еллінзький човен (дан. Ellingåskibet) — транспортний човен вікінгів XII століття типу кнор, знайдений в 1922 році в гирлі річки Еллінг на півночі Данії, в регіоні Північна Ютландія. Човен було повторно розкопано в 1963 році і з 1968 року він демонструється в експозиції музеї Бангсбо у Фредеріксгавні.

## Відкриття

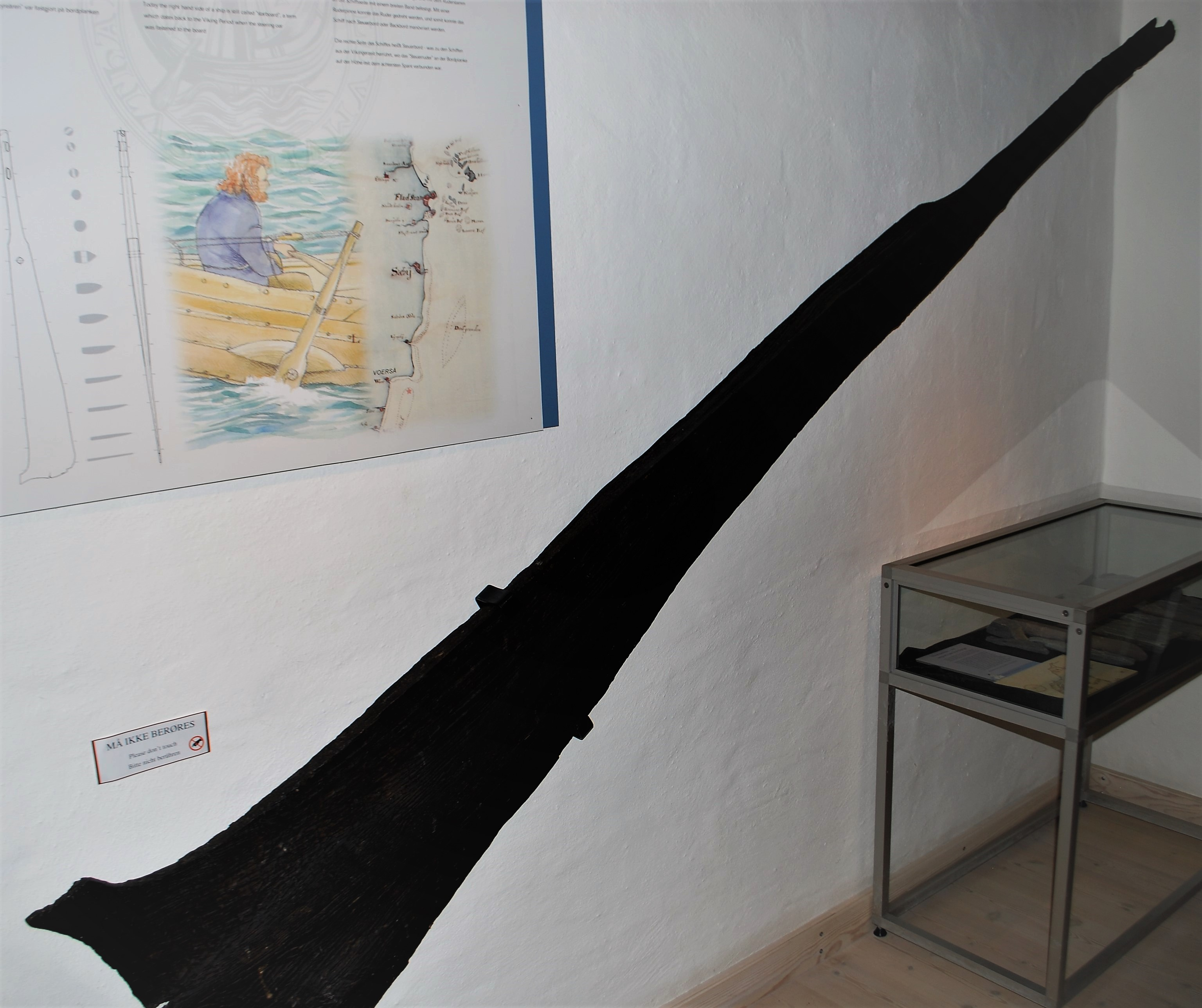
Стерно на Еллінзькому човні не збереглося, але в експозиції музея демонструється стерно з човна Voersår 900-х років, яке було того самого типу, що використовувалося на Еллінзькому човні.

Корабель був виявлений у 1922 році під час будівництва нового залізничного мосту через річку Еллінгу. Коли було встановлено, що знайдений корабель не є кораблем вікінгів, його знову було закопано.
Завдяки відкриттю в 1962 році Скулелевських кораблів, які сьогодні експонуються в Музеї кораблів вікінгів у Роскілле, виник новий інтерес до ранніх знахідок залишків кораблів. Було прийняте рішення про повторні розкопки Еллінзького корабля, але нотатки про те, де його було знайдено в 1922 році не були надто точними, через що в 1962 році розкопки проводилися на західній стороні залізничної колії і лише наступного року судно було знайдено на протилежній, східній стороні колії.
24 жовтня 1968 року судно було піднято за допомогою одного з рейкоукладальних кранів DSB, який завантажив його на залізничний вагон, що доставим залишки корабля до Фредеріксхавна. Тут блок-вагон компанії Falck провіз корабель на останню відстань до музею Бангсбо.
В 1991 році, неподалік від місця знаходження Еллінзького човна, трохи на південь від гирла річки Еллінгу було знайдено «молодшого брата Еллінзького човна» — Нордстрандський човен. Цей корабель також вияивися є торговим судном, але датується 1346 роком і є на 200 років молодшим за Еллінзький човен. Музей Бангсбо не зміг виставити Нордстрандський човен в експозиції і поки що цей човен зберігається в музейних запасниках
Знайдення поруч двох кораблів — Еллінського та Нордстрандський човнів, а також середньовічного якора свідчить про продовження плавань вікінгів у регіоні Північної Данії на мисі Гренен навіть у Високому середньовіччі.

## Опис
Еллінзький човен дендрохронологічно датований 1163 роком. Це торгове судно типу кнор, побудоване з дубів зі східної Ютландії. Ймовірно, корабель плавав на торгових шляхах через протоки Каттегат і Скагеррак до Швеції, Норвегії та країн на узбережжі Балтійського моря. Знайдення всередині гирла річки Еллінгу вказує на те, що він, мабуть, затонув у цій природній гавані.
Корабель збудований з дубу, має обшитий за типовою для кораблів вікінгів клінкерною технологією корпус завдовжки 14,5 м і завширшкі до 3,5 м. Ймовірно, судно могло плисти зі швидкістю близько 10 вузлів. Його екіпаж складався з 4-5 чоловік. Судно могло прийняти вантаж вагою близько 15 тонн і мало осадку близько 80 см.
Стерно на Еллінзькому човні не збереглося, але в експозиції музея демонструється стерно з човна Voersår 900-х років, яке було того самого типу, що використовувалося на Еллінзькому човні.
Еллінзький корабель демонструється в експозиції музеї Бангсбо у Фредеріксгавні.